# Scinax nebulosus
Scinax nebulosus és una espècie de granota que es troba a Bolívia, el Brasil, Guaiana Francesa, Guyana, Surinam i Veneçuela.
Se sol trobar a estanys temporals a la selva tropical i a les vores de la selva tropical. També és present en zones més obertes com la sabana humida de Cerrado i les sabanes costaneres (per exemple a les Guaianes). Pot sobreviure fins a cert punt en hàbitats antropogènics, com pastures i jardins rurals.